# Atalaya capensis
Atalaya capensis (tiếng Anh thường gọi là Cape Wing-nut) là một loài thực vật thuộc họ Sapindaceae. Đây là loài đặc hữu của Nam Phi.

## Hình ảnh

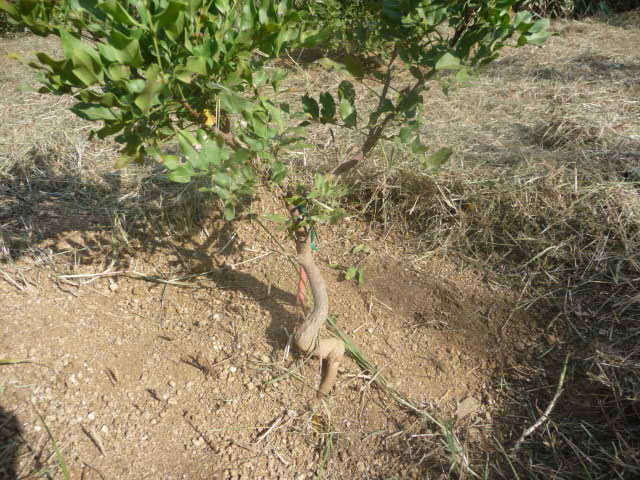